# 1835 en santé et médecine
| Années de la santé et de la médecine : 1832 - 1833 - 1834 - 1835 - 1836 - 1837 - 1838    |
| Décennies de la santé et de la médecine : 1800 - 1810 - 1820 - 1830 - 1840 - 1850 - 1860 |

Cet article présente les faits marquants de l'année 1835 en santé et médecine.

## Événements
- Juillet-août : épidémie de choléra à Marseille[1].

## Publications
- 23 mai : Robert Graves (1797-1853) décrit pour la première fois le goitre exophtalmique[2], également appelé maladie de Graves, de Basedow ou de Graves-Basedow.
- Octobre : la mission lyonnaise de secours contre le choléra de Marseille publie son rapport sur l'épidémie[1].
- Jacques-Martin Berthelot (1799-1864) publie ses observations sur le choléra de Paris[3].
- Jean-Baptiste Bouillaud (1796-1881) publie le Traité clinique des maladies du cœur, une des œuvres qui participent à la transformation de la médecine en une science positive[4].
- Le médecin Pierre-Charles Alexandre Louis (1787-1872) publie ses Recherches sur les effets de la saignée dans quelques maladies inflammatoires et sur l'action de l'émétique et des vésicatoires dans la pneumonie ; il y réalise des études de cas pour démontrer l'inefficacité de la saignée[5].

## Prix
- Jean-Léonard Poiseuille obtient le prix Montyon pour la troisième fois.
- Jean-Nicolas Gannal reçoit une médaille d'encouragement de la part du jury du prix Montyon.

## Naissances
- 16 mars : Valentin Magnan (mort en 1916), psychiatre français.
- Août : Charles Sabin Taft (mort en 1900), l'un des médecins qui ont assisté Abraham Lincoln lors de son assassinat.
- 6 novembre : Cesare Lombroso (mort en 1909), professeur italien de médecine légale.

## Décès
- 4 février : François-Emmanuel Fodéré (né en 1764), médecin et botaniste, pionnier de la médecine légale.
- 21 novembre : Hanaoka Seishū (né en 1760), chirurgien japonais[6].